# (6609) 1992 BN
(6609) 1992 BN (1992 BN, 1971 BP1, 1979 RB, 1993 HU) — астероїд головного поясу, відкритий 28 січня 1992 року.
Тіссеранів параметр щодо Юпітера — 3,214.